# 2008年欧洲冠军联赛决赛
2007/08赛季欧洲冠军联赛决赛，于2008年5月21日在俄罗斯首都莫斯科的卢日尼基体育场举行，这是欧洲冠军联赛（含前身欧洲杯）历史上首次出现由两支英格兰的球队争夺冠军。刚刚成功卫冕英超冠军的曼联与连续第2年获得亚军的切尔西激战120分钟打成1比1，最终曼联在互射点球中以6比5击败切尔西，历史上第3次获得欧冠冠军。

## 比赛经过

### 赛前
这是曼联与切尔西本赛季第四次交锋，也是十二个月内双方第五次争夺同一项赛事的冠军（两次联赛、一次足总杯、一次慈善盾杯），双方都已经极为了解对手，而且实力也不相上下。
阵容方面，曼联人才濟濟的中場，成為主帅阿历克斯·弗格森幸福的煩惱。保罗·斯科尔斯在1999年决赛中因累计黄牌達到停赛標準而被迫作壁上觀，于本屆半决赛远射战胜巴塞罗那後，弗格森保证讓后者一定先发出场，弥补他當年的遗憾。另外，弗格森牺牲了在四分之一决赛和半决赛都表现极为出色的韩国球员朴智星，而使用欧文·哈格里夫斯首发加强断抢控制。弗格森在赛后向媒体说明自己事先已经向朴智星表示了歉意，并称这是自己二十多年执教生涯中最艰难的决定之一，而朴智星则表示自己理解主教练的决定并愿意为球队的胜利牺牲。
切尔西主帅阿夫拉姆·格兰特使用主要担任中场后腰的迈克尔·埃辛打球队一直问题不断的右后卫。弗格森在赛前研究对手阵容后做出调整，较多打右路的克里斯蒂亚诺·罗纳尔多换到左路，主攻临时换位的埃辛。

### 上半场
开场双方都打出高节奏高质量的攻防，但是曼联逐渐占据优势，尤其是罗纳尔多在左边路连续突破埃辛的防守，切尔西防线出现动摇。第26分钟，斯科尔斯与韦斯·布朗在曼联右边路利用界外球打出短传配合，右后卫布朗左脚传中，罗纳尔多后点完全摆脱了埃辛的盯人，高高跃起将球顶入切尔西球门右下死角，让门将彼得·切赫毫无动作。这是罗纳尔多本赛季的第42个入球，也是冠军联赛中的第8个入球，不但实现了赛前接受采访时要进第42球的承诺，而且也基本锁定了赛事最佳射手的荣誉。
失球后的切尔西逐渐压上进攻，但是除了迈克尔·巴拉克的一脚远射打高以外并没有获得明显的成效，反而曼联连续两次打出享誉英超的快速反击。先是韦恩·鲁尼在右侧角旗区70米长传前场左翼，罗纳尔多飞速插上，在两个切尔西后卫的逼抢下强行摆脱下底传中，中路卡洛斯·特维斯鱼跃冲顶，被切赫扑救，后卫匆忙解围的低平球又被曼联中场迈克尔·卡里克截到，禁区外的远射被切赫单手挡出底线。几分钟后，鲁尼右路突破，低平球传中找到切尔西门将与后卫之间的空隙，但是跟进的特维斯面对近在咫尺的球门只有脚尖碰擦到了皮球，再次错失扩大比分的机会。
就在切尔西上半场几乎没有反击能力之时，外围的一脚远射却鬼使神差的连续弹在了曼联两个中后卫内马尼亚·维迪奇和场上队长里奥·费迪南德的身上，正好落到弗兰克·兰帕德的面前。兰帕德面对已经失去位置的门将埃德文·范德萨和补防不及的费迪南德冷静推射得分，上半场占尽优势的曼联不得不接受1比1的平局。

### 下半场
重新开赛后，切尔西受到上半场意外进球的鼓励，士气大振，判若两队，基本完全控制了局面。埃辛的突破射门、巴拉克的远射与任意球都偏离了目标，而最接近进球的一次机会则是在77分钟时，切尔西中锋迪迪埃·德罗巴在禁区外远射，球划出很大的弧线后击中曼联左门柱。但是曼联凭借本赛季英超、欧冠都是最佳的防守，顽强坚守住了平局。第87分钟时，曼联俱乐部副队长瑞恩·吉格斯替换保罗·斯科尔斯，第759次为曼联出赛，打破了博比·查尔顿之前的俱乐部出场纪录。

### 加时赛
90分钟战平的双方进入加时赛，而经过了一个赛季漫长赛程和刚刚激烈对抗的球员，在越来越大的夜雨中，非但没有放慢速度，反而加快了攻防节奏，令英国电视转播评论大赞这是英超之所以号称世界第一联赛的原因。加时赛中，切尔西兰帕德在禁区混战中左脚抽射击中横梁下沿弹出。而曼联帕特里斯·埃弗拉精彩突破后倒三角传中，跟进的吉格斯面对已经失位的门将推射，却被切尔西队长约翰·特里头球顶出。
全场比赛最大的争议出现在115分钟，特里和特维斯发生口角后，双方都有球员参与了争吵与劝说。但是切尔西中锋德罗巴却突然伸手打了曼联中后卫维迪奇一个耳光，被主裁红牌罚下。切尔西以10人完成了最后的几分钟，最终都未能破门的双方进入互射点球决胜。

### 互射点球
曼联的范德萨和切尔西的切赫都被认为是世界一流门将，而且都是身高臂长，不过前2輪兩隊全部罰進。
出人意料的是，第一个失手的球员竟然出現在第3輪的曼联C羅，他惯用的助跑停顿节奏被切赫掌握，射门被扑出。蘭帕德罰進後，切爾西反倒取得主導權。
第4輪雙方都罰進，第5輪曼聯蘭尼罰進後，切尔西队长中后卫特里只要将球罚中，切尔西就可以获得俱乐部历史上第一个欧冠冠军。然而特里在最关键的时刻脚底却有点打滑，他的点球虽然完全骗过了范德萨，却击中了球门左立柱外沿偏出，曼联绝处逢生。
第6輪雙方都罰進，第7輪吉格斯主罚命中，切爾西尼古拉·阿内尔卡的射门被范德萨扑出，曼联在互射点球中以6比5战胜了切尔西，队史第3次夺得了欧冠冠军，也讓切爾西首度拿下歐冠還得再等等。

## 赛事数据
| 2008年5月21日 22:45 （莫斯科时间，UTC+4） |

| 曼联             | 1–1 （加時賽） | 切尔西       |
| ---------------- | -------------- | ------------ |
| - C·罗纳尔多 26' | （官方战报）   | - 兰帕德 45' |

| 莫斯科，卢日尼基体育场 觀眾人數：67,310 ：盧博斯·米海爾（斯洛伐克） |

|                                                                    |     |                                                                        |  |
| 特维斯 · 卡里克 · C·罗纳尔多 · 哈格里夫斯 · 纳尼 · 安德森 · 吉格斯 | 6–5 | 巴拉克 · 贝莱蒂 · 兰帕德 · 阿什利·科尔 · 特里 · 萨洛蒙·卡卢 · 阿内尔卡 |  |

### 阵容
| 曼联 | 切尔西 |

| 曼联：              |    |                       |      |        |
|                     |    |                       |      |        |
| 守门员              | 1  | 埃德文·范德萨         |      |        |
| 右后卫              | 6  | 韦斯·布朗             |      | 120+5' |
| 中后卫              | 5  | 里奥·费迪南德 (c)     | 43'  |        |
| 中后卫              | 15 | 内马尼亚·维迪奇       | 111' |        |
| 左后卫              | 3  | 帕特里斯·埃夫拉       |      |        |
| 右前卫              | 4  | 欧文·哈格里夫斯       |      |        |
| 中前卫              | 18 | 保罗·斯科尔斯         | 21'  | 87'    |
| 中前卫              | 16 | 迈克尔·卡里克         |      |        |
| 左前卫              | 7  | 克里斯蒂亚诺·罗纳尔多 |      |        |
| 前锋                | 10 | 韦恩·鲁尼             |      | 101'   |
| 前锋                | 32 | 卡洛斯·特维斯         | 116' |        |
| 替补：              |    |                       |      |        |
| 守门员              | 29 | 托马什·库什察克       |      |        |
| 后卫                | 22 | 约翰·奥谢             |      |        |
| 后卫                | 27 | 米凯尔·西尔维斯特     |      |        |
| 中场                | 8  | 安德森                |      | 120+5' |
| 中场                | 11 | 瑞恩·吉格斯           |      | 87'    |
| 中场                | 17 | 纳尼                  |      | 101'   |
| 中场                | 24 | 达伦·弗莱彻           |      |        |
| 主教练：            |    |                       |      |        |
| 亚历克斯·弗格森爵士 |    |                       |      |        |

| 切尔西： |    |                  |      |        |
|          |    |                  |      |        |
| 守门员   | 1  | 彼得·切赫        |      |        |
| 右后卫   | 5  | 迈克尔·埃辛      | 118' |        |
| 中后卫   | 6  | 里卡多·卡瓦略    | 45'  |        |
| 中后卫   | 26 | 约翰·特里 (c)    |      |        |
| 左后卫   | 3  | 阿什利·科尔      |      |        |
| 后腰     | 4  | 克洛德·马克莱莱  | 21'  | 120+4' |
| 中前卫   | 13 | 迈克尔·巴拉克    | 116' |        |
| 中前卫   | 8  | 弗兰克·兰帕德    |      |        |
| 右边卫   | 10 | 乔·科尔          |      | 99'    |
| 左边卫   | 15 | 弗洛朗·马卢达    |      | 92'    |
| 中锋     | 11 | 迪迪埃·德罗巴    | 116' |        |
| 替补     |    |                  |      |        |
| 守门员   | 23 | 卡洛·库迪奇尼    |      |        |
| 后卫     | 33 | 阿莱克斯         |      |        |
| 后卫     | 35 | 儒利亚诺·贝莱蒂  |      | 120+4' |
| 中场     | 12 | 约翰·奥比·米克尔 |      |        |
| 中场     | 21 | 萨洛蒙·卡卢      |      | 92'    |
| 前锋     | 7  | 安德烈·舍甫琴科  |      |        |
| 前锋     | 39 | 尼古拉·阿内尔卡  |      | 99'    |
| 主教练   |    |                  |      |        |
| 格蘭     |    |                  |      |        |

| 欧洲足联本场最佳球员 埃德文·范德萨 球迷评选本场最佳球员 克里斯蒂亚诺·罗纳尔多 助理裁判： 罗曼·斯莱斯科 马丁·巴尔科 第四官员： 弗拉基米尔·里纳克 |

### 统计
| 技术统计 | 曼联 | 切尔西 |
| -------- | ---- | ------ |
| 进球     | 1    | 1      |
| 射门数   | 12   | 24     |
| 命中数   | 5    | 3      |
| 控球率   | 58%  | 42%    |
| 角球     | 5    | 8      |
| 犯规     | 22   | 25     |
| 越位     | 1    | 2      |
| 黄牌     | 4    | 4      |
| 红牌     | 0    | 1      |

- 欧洲足联战报（页面存档备份，存于）
- 欧洲足联技术统计（页面存档备份，存于）

## 其它

### 奖金
对于打入决赛的两队来说，他们不但是欧洲足坛今年的赢家，也是奖金上的最大获益者。曼联直接奖金包括300万欧元参赛奖金、570万小组赛奖金、770万三轮淘汰赛胜利奖金，以及700万冠军奖金，共计2340万欧元。切尔西则获得300万参赛金、510万小组赛奖金（因胜场少于曼联）、770万淘汰赛奖金和400万亚军奖金，共计1980万欧元。
除直接奖金外，两队的出色战绩还将提高全部四支英超参赛球队的市场利润分配份额。本赛季欧足联市场利润分配总值估计达2亿8000万欧元，由32支参加小组赛的俱乐部分享。具体分享权取决于一个联赛总体电视收视表现，由于英超球队全部打入八强，并包揽四强三席及冠亚军，其分红总额估计在5000万欧元以上。这笔奖金将按4：3：2：1由四队分享，所以估计曼联将获2000万尔切尔西则为1500万左右。
曼联估计还将通过增值的赞助合约、电视转播权、球员价值与商品销售获得最多8500万英镑的额外收入。同时曼联还获得了参加2008年欧洲超级杯的资格，将与2008年联盟杯冠军泽尼特圣彼得堡分享280万欧元奖金，以及年底在日本举行的2008年世界冠軍球會盃的席位。

### 赛事意义
曼联在2007/08赛季获得英超联赛和欧洲冠军联赛两项冠军对于俱乐部有非常的纪念意义，因为该年是俱乐部首次夺得国内联赛冠军100周年纪念、慕尼黑空难50周年纪念和首次夺得欧洲杯40周年纪念。
切尔西四年来第一次没有获得任何奖项，切尔西老板阿布拉莫維奇试图问鼎欧洲冠军的雄心虽然又近一步，但仍然没有实现。切尔西本赛季获得英格蘭社區盾、联赛、联赛杯、歐洲聯賽冠軍盃四个亚军，類似2002年获得德甲联赛、德國盃、歐洲聯賽冠軍盃三个亚军的勒沃库森。对英格兰足坛来说，这也是1999年来第一次阿森纳、利物浦、切尔西三强一个荣誉都没有获得。
2002年的勒沃库森与2008年的車路士阵中巧合都有波歷克，連同德國國家隊在2002年世界盃及2008年歐洲國家盃奪得亞軍，波歷克在此兩年都分別嘗到連續四次亞軍的滋味。